# Панировочные сухари

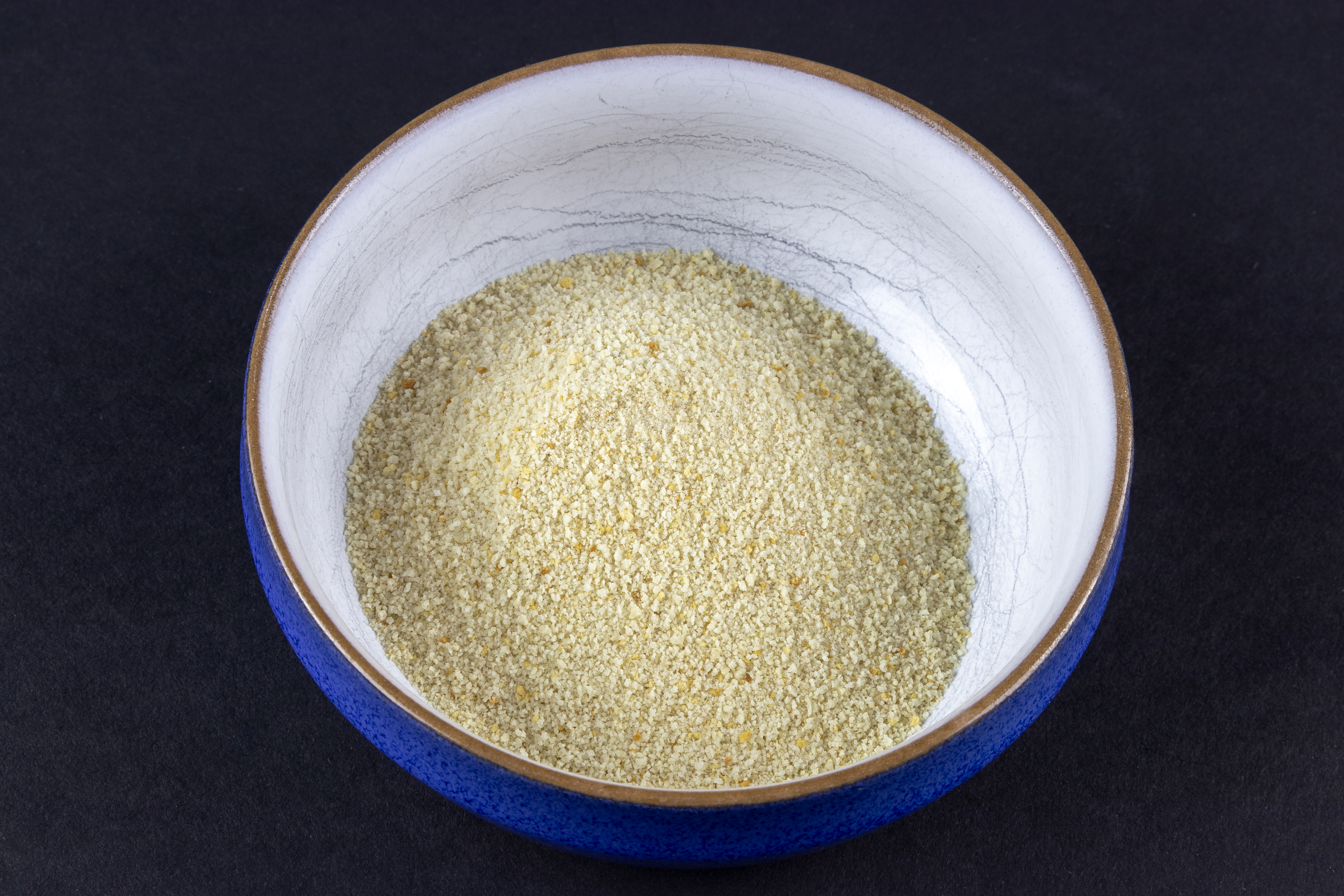
Панировочные сухари

Панировочные сухари — сухарная крошка из пшеничного хлеба, используемая для покрытия обжариваемых кулинарных изделий из мяса, рыбы и овощей. Панировочные сухари придают изделиям привлекательный внешний вид, образуют хрустящую корочку, уменьшают потерю влаги и вероятность прилипания продуктов к жарочной поверхности. Сухарная панировка в кулинарии называется красной и применяется преимущественно для мясных блюд, в отличие от белой панировки, из крошки чёрствого мякиша белого хлеба. Японские панировочные сухари известны как панко.
Панировочные сухари готовят из высушенного и измельчённого белого хлеба без корок. Для приготовления птицы или рыбы лучше использовать более крупные сухари, а для изделий из фарша — мелкие.